# Échecs à trois joueurs
Les échecs à trois joueurs est le fait de jouer aux échecs à 3 joueurs. Différents échiquiers, cases et règles sont possibles.

## Échiquiers

### Échiquiers hexagonaux
Ils peuvent être hexagonaux. 
- Chesh. Inspiré par un jeu décrit dans le roman de Douglas Hofstadree, le Le Ton beau de Marot (en). Il contient 169 cases.

- Chexs[1]: De Stephen P. Kennedy (2 à 6 joueurs)
- Echexs[2]: De Jean-Louis Cazaux (3 à 6 joueurs)

- HEXChess[3]:
- Three-Way Chess: De Richard Harshman (en)[4].

- Chess for three[5]: By Jacek Filek (1992).

- Three-Players Chess de Robert Zubrin[6]

- Self's Three-Handed Chess[7]: De Hency J. Self (1895).
- Waidder's Three-Handed Chess[8]: De S. Waidder (1837).

### Échiquiers circulaires
- Échecs circulaires

## Cases

### Cases triangulaires
- Tri-chess (en)

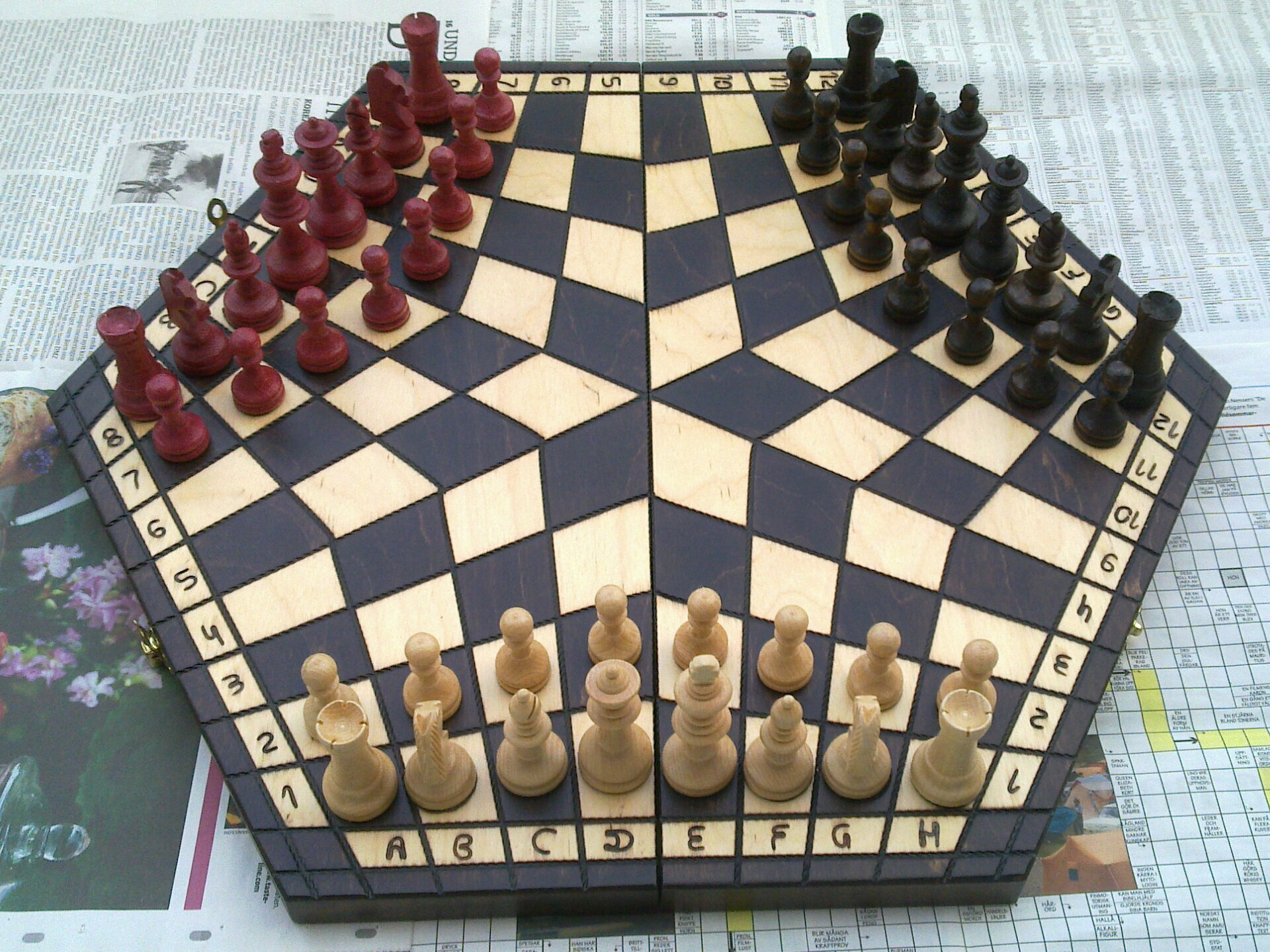
Échecs Yalta
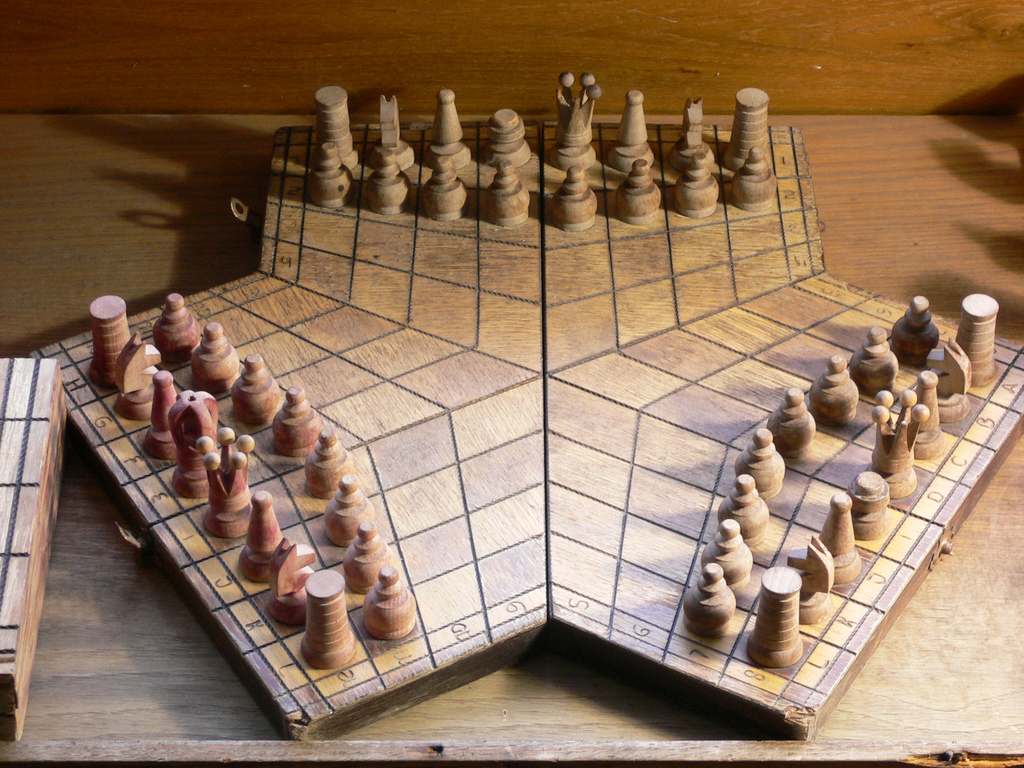
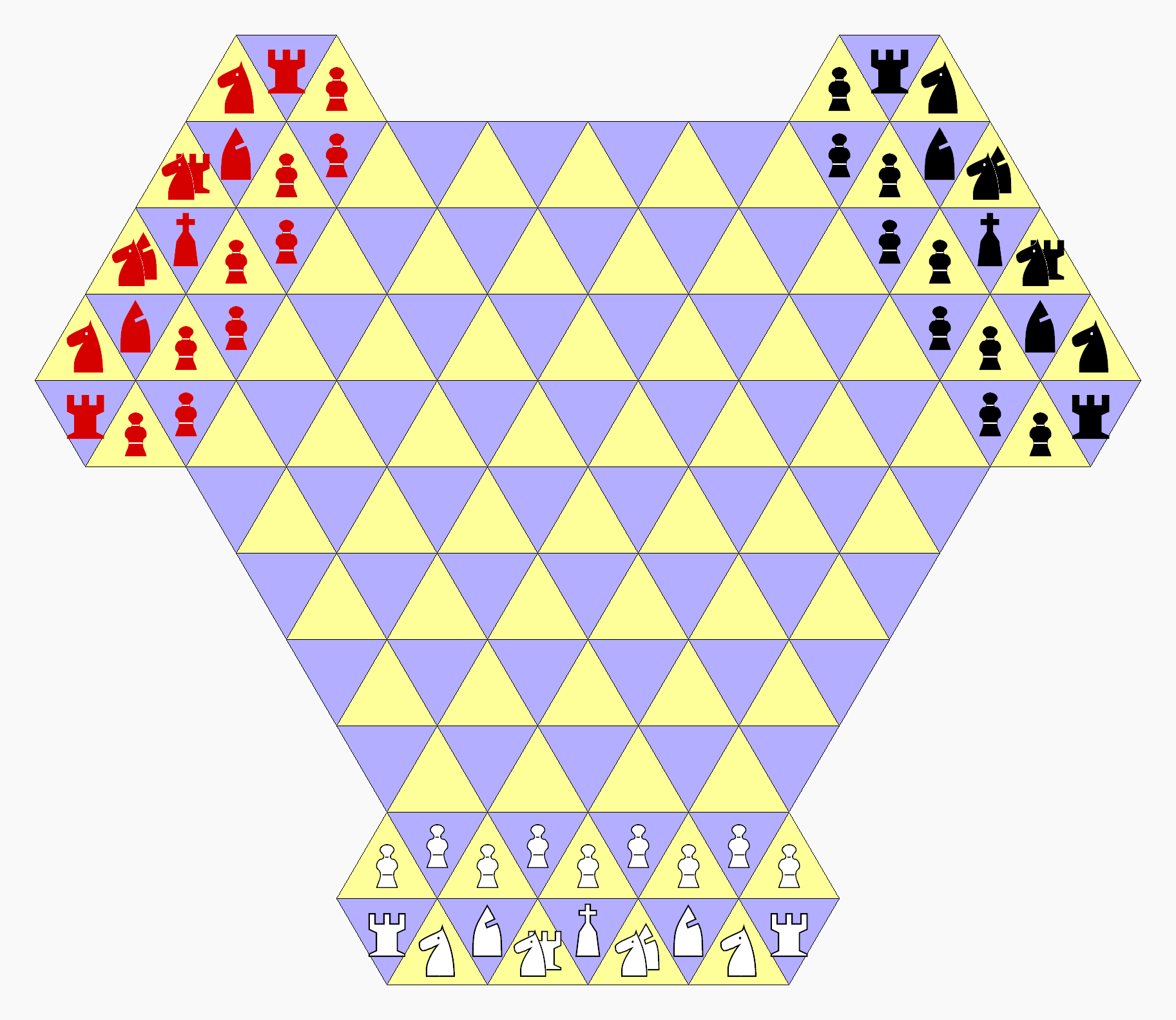
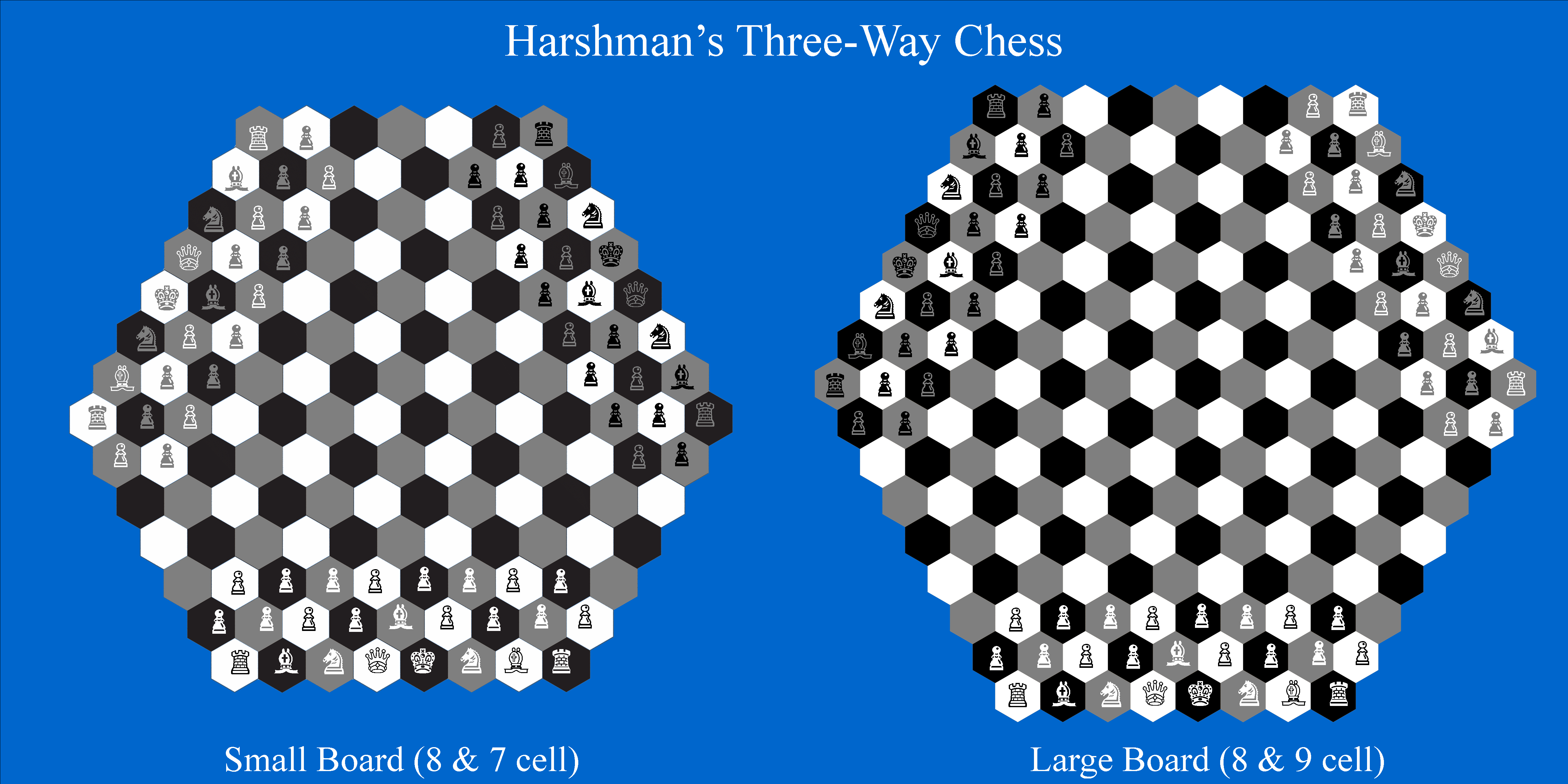